# Scarabaeoidea
Gli scarabei (Scarabaeoidea Latreille, 1802) compongono l'unica superfamiglia compresa nell'infraordine degli Scarabaeiformia Crowson, 1960 (ordine Coleoptera, sottordine Polyphaga). È uno dei raggruppamenti più conosciuti perché comprende specie di dimensioni spesso rilevanti e dalle forme singolari che catalizzano l'interesse dei collezionisti.

## Tassonomia
- Infraordine Scarabaeiformia
  - Superfamiglia Scarabaeoidea Latreille, 1802
    - Famiglia Pleocomidae LeConte, 1861
    - Famiglia Geotrupidae Latreille, 1802
    - Famiglia Belohinidae Paulian, 1959
    - Famiglia Bolboceratidae Mulsant, 1842
    - Famiglia Passalidae Leach, 1815
    - Famiglia Trogidae MacLeay, 1819
    - Famiglia Glaresidae Kolbe, 1905
    - Famiglia Diphyllostomatidae Holloway, 1972
    - Famiglia Lucanidae Latreille, 1804
    - Famiglia Ochodaeidae Mulsant and Rey, 1871
    - Famiglia Hybosoridae Erichson, 1847
    - Famiglia Glaphyridae MacLeay, 1819
    - Famiglia Scarabaeidae Latreille, 1802
    - Famiglia †Coprinisphaeridae Genise, 2004
    - Famiglia †Pallichnidae Genise, 2004